# Crisicoccus pini
Crisicoccus pini är en insektsart som först beskrevs av Kuwana 1902.  Crisicoccus pini ingår i släktet Crisicoccus och familjen ullsköldlöss. Inga underarter finns listade i Catalogue of Life.